# Cory Monteith

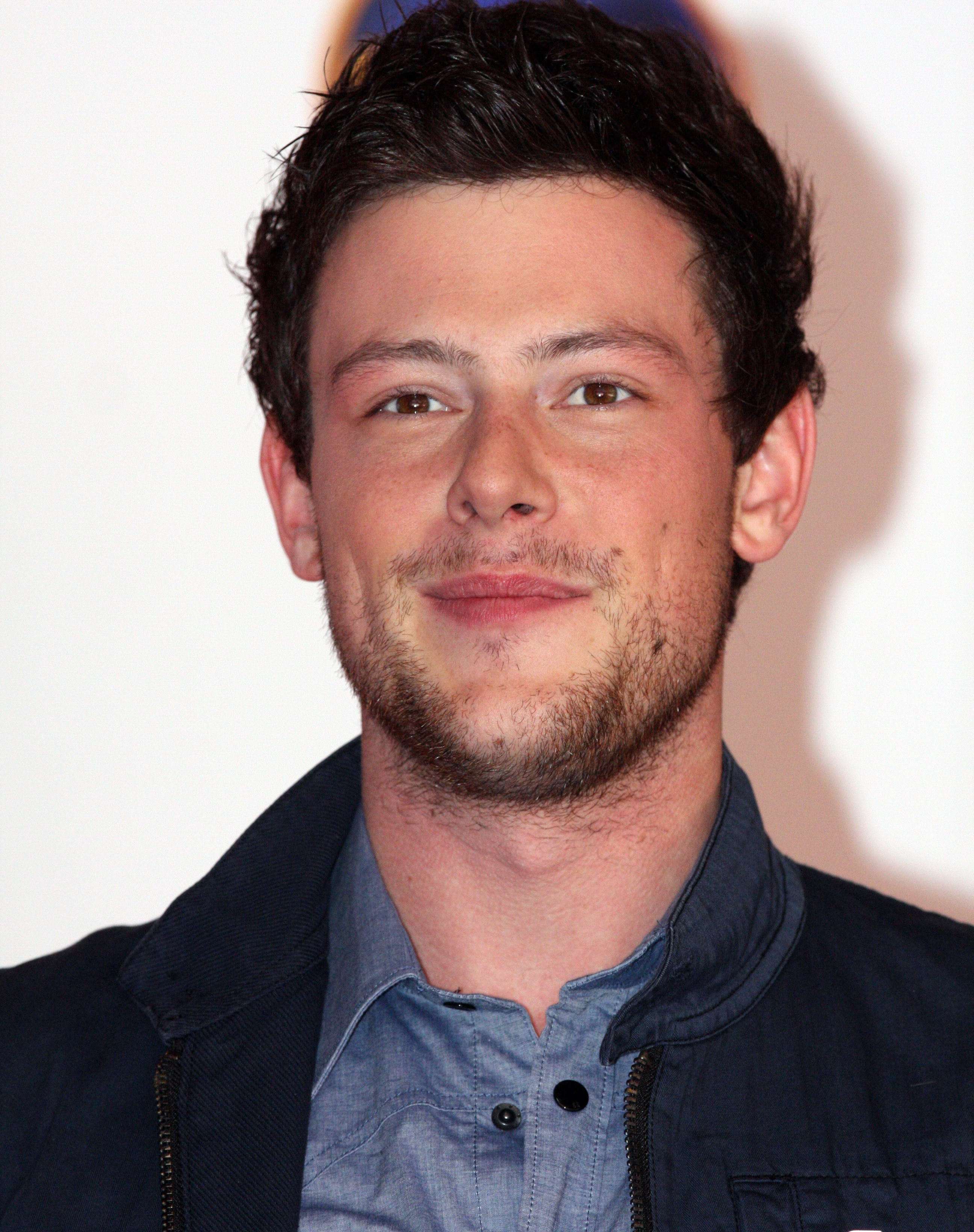
Cory Monteith (2011)

Cory Allan Michael Monteith (* 11. Mai 1982 in Calgary, Alberta; † 13. Juli 2013 in Vancouver, British Columbia) war ein kanadischer Schauspieler und Sänger. Er wurde durch seine Rolle als Finn Hudson in der US-amerikanischen Fernsehserie Glee bekannt.

## Leben
Cory Monteith wuchs in Victoria, British Columbia auf. Er brach die Schule nach der neunten Klasse ab und besuchte nie eine Highschool. Bevor er Schauspieler wurde, arbeitete er in Nanaimo, British Columbia, unter anderem für Wal-Mart, als Taxi- und Schulbusfahrer sowie als Dachdecker.
Monteith startete seine Schauspielkarriere in Vancouver. Seine erste Rolle übernahm er 2005 in dem homoerotischen Horrorfilm Killer Bash, für die er von Regisseur David DeCoteau entdeckt wurde. In Filmen spielte er kleinere Rollen u. a. in Final Destination 3 und Whisper. In der Mysteryserie Kyle XY verkörperte er in mehreren Folgen die Figur Charlie Tanner. 2007 stellte er in der kurzlebigen Serie Kaya als Gunnar einen der Hauptcharaktere dar. Zudem wirkte er in einzelnen Episoden diverser Serien mit.
Im Jahr 2009 wurde Monteith für die mehrfach ausgezeichnete Fox-Serie Glee für den Charakter des Finn Hudson gecastet. In seiner Vorsprechprobe spielte er mit Bleistiften auf Tupperware Schlagzeug. Während des Castings sang er das erste Mal vor Publikum und interpretierte das Lied Honesty von Billy Joel.
Monteith war Schlagzeuger der Band Bonnie Dune. Zuletzt wohnte er in Los Angeles. Seit 2012 war er mit Glee-Co-Star Lea Michele liiert.
Am 13. Juli 2013 wurde Monteith tot in seinem Hotelzimmer in Vancouver aufgefunden. 
Die Obduktion ergab eine Überdosis Heroin und Alkohol als Todesursache.

## Filmografie (Auswahl)
- 2004: Stargate Atlantis (Fernsehserie, Folge 1x10)
- 2005: Killer Bash
- 2006: Supernatural (Fernsehserie, Folge 1x02)
- 2006: Smallville (Fernsehserie, Folge 5x05)
- 2006: Stargate – Kommando SG-1 (Stargate SG-1, Fernsehserie, Folge 10x06)
- 2006: Final Destination 3
- 2006: Bloody Mary
- 2006: Blendende Weihnachten (Deck the Halls)
- 2006–2007: Kyle XY (Fernsehserie, 7 Folgen)
- 2007: Flash Gordon (Fernsehserie, Folge 1x06)
- 2007: Unsichtbar – Zwischen zwei Welten (The Invisible)
- 2007: Whisper – Die Stimme des Bösen (Whisper)
- 2007: Kaya (Fernsehserie)
- 2009–2013: Glee (Fernsehserie, 88 Folgen)
- 2010: Die Simpsons (The Simpsons, Fernsehserie, Folge 22x01, Stimme)
- 2011: Plötzlich Star (Monte Carlo)
- 2011: The Cleveland Show (Fernsehserie, Folge 2x11, Stimme)
- 2011: Sisters & Brothers
- 2011: Glee on Tour – Der 3D Film (Glee: The 3D Concert Movie)
- 2012: The Glee Project (Fernsehsendung, Folge 2x03)
- 2013: All the Wrong Reasons
- 2013: McCanick – Bis in den Tod (McCanick)
- 2013: MasterChef (Fernsehsendung, Folge 4x10)

## Auszeichnungen
- 2010: Screen Actors Guild Award für Glee in der Kategorie Bestes Schauspielensemble in einer Fernsehserie – Komödie
- 2011: Teen Choice Award für Glee in der Kategorie Choice TV: Actor Comedy
- 2011: Do Something Award für Glee in der Kategorie TV Star: Male